# Vinkelknölvävare
Vinkelknölvävare (Hilaira pervicax) är en spindelart som beskrevs av Hull 1908. Vinkelknölvävare ingår i släktet Hilaira och familjen täckvävarspindlar. Arten är reproducerande i Sverige. Inga underarter finns listade i Catalogue of Life.